# سكوت لويد
سكوت لويد (بالإنجليزية: Scott Lloyd)‏ مواليد 19 ديسمبر 1952 في شيكاغو، هو لاعب كرة سلة أمريكي سابق. بدأ مسيرته الاحترافية في سنة 1976. تم اختياره من قبل فريق ميلووكي باكز خلال الدرافت. يبلغ طوله 6 قدم 10 بوصة (2.1 م). اعتزل اللعب في 1982. أحرز خلال مسيرته في الإن بي إيه 1694 نقطة بمعدل 4.6 نقاط في المباراة الواحدة.

## المسيرة الاحترافية
لعب مع ميلووكي باكز من سنة 1976 إلى 1978، ثم لعب مع لوس أنجلوس كليبرز من سنة 1977 إلى 1979، ثم لعب مع شيكاغو بولز في موسم 1978–1979، ثم لعب مع دالاس مافيريكس من سنة 1980 إلى 1983.

## روابط خارجية
- سكوت لويد على موقع إن بي أي (الإنجليزية)
- سكوت لويد على موقع سبورتس رفرنس (الإنجليزية)
- سكوت لويد على موقع كلية كرة السلة في سبورتس رفرنس.كوم (الإنجليزية)
- سكوت لويد على موقع ريلجم (الإنجليزية)
- سكوت لويد على موقع بروبوليرز (الإنجليزية)